# Boudewijn Paans

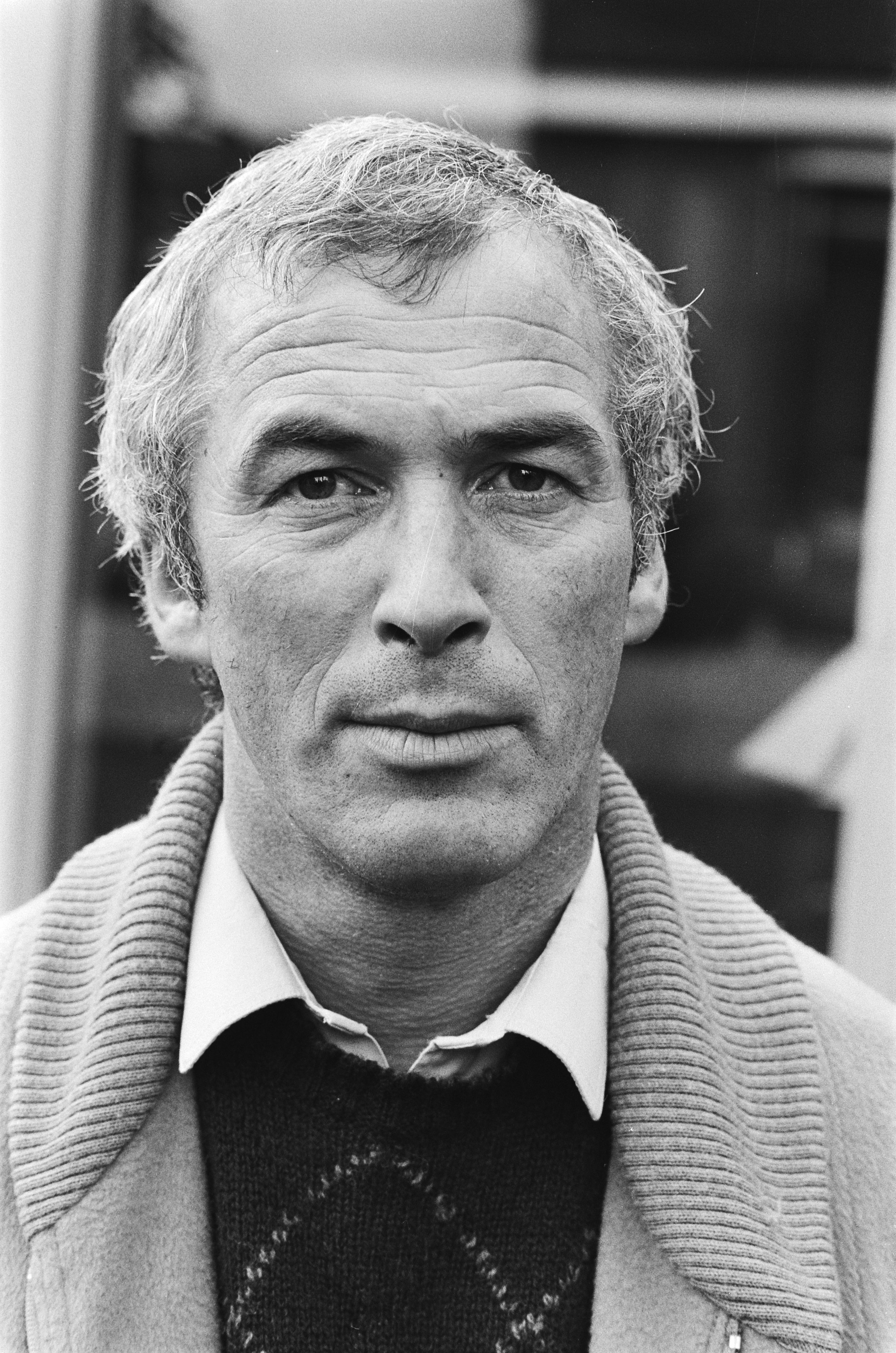
Boudewijn Paans

Boudewijn Bernard Leopold Paans (Haarlem, 31 oktober 1943 – Laren, 1 juli 2021) was een Nederlands schrijver en journalist.

## Levensloop
Boudewijn werd geboren als jongste zoon van Johan Adriaan Paans en Marta Soldat. Zijn vader had voor de oorlog een taxibedrijf in Haarlem (Citytax) en zijn moeder was op jonge leeftijd als dienstmeisje uit Duitsland naar Nederland gekomen. Na een moeizame bevalling kwam Paans spastisch ter wereld.
Paans was getrouwd en had drie kinderen. Kort na zijn pensionering in 2008 werd Paans getroffen door een herseninfarct, waarover hij een boek schreef: Eindelijk invalide (2011).
Paans overleed op 1 juli 2021 in het Rosa Spier Huis in Laren.

## Carrière
Paans heeft bij reclamebureau Nijgh gewerkt als tekstschrijver. Hij was van 1976 tot 2004 verantwoordelijk voor de redactie van de VPRO Gids, aanvankelijk als redactiechef en later als hoofdredacteur en uitgever. Paans werd onder andere bekend door zijn ledenwerfcampagnes: in 1982 hielp zijn campagne de VPRO aan 180.000 nieuwe leden en daarmee de B-status, terwijl hij in 1991 de campagne ‘Stop de verloedering’ lanceerde die 260.000 leden in 10 weken tijd opleverde. Met deze ledenaanwas kreeg de VPRO de A-status. Het leverde Paans de titel van eerste Omroepman van het Jaar op.
Paans was van 1984 tot 1991 vaste columnist van de Volkskrant-bijlage 'Het Vervolg'. Later schreef hij ook columns voor de Amersfoortse Courant, het Utrechts Nieuwsblad en de Soester Courant.
Naast zijn werk als hoofdredacteur en columnist bewerkte Paans boeken tot hoorspelen. Voorbeelden hiervan waren de boeken van Janwillem van de Wetering en Mien van ‘t Sant.
Van Paans  verschenen de volgende boeken:
- Man & Paard (1986)
- Het begrafenisnichtje (1988)
- Hampelman (2005)
- Eindelijk invalide (2011)